# Masacre de Fântâna Albă
La masacre de Fântâna Albă tuvo lugar el 1 de abril de 1941, en el norte de Bucovina, cuando murieron entre 200 y 2 000 civiles en su intento de cruzar la frontera de la Unión Soviética a Rumania, cerca de la localidad de Fântâna Albă —actualmente en el óblast de Chernivtsi, Ucrania— y fue recibida con fuego abierto por las Tropas Fronterizas Soviéticas. Pese a que algunas fuentes aseguran que no hubo más de 48 civiles asesinados, los testigos locales afirmaron que la cifra era mucho más alta, alegando que los supervivientes fueron torturados, asesinados, o enterrados en fosas comunes. Otros supervivientes fueron supuestamente llevados para ser torturados y asesinados a manos del NKVD.

## Contexto histórico
En junio de 1940, Rumania se vio obligada a retirarse de un territorio habitado por 3 760 000 personas, sometiéndose a un ultimátum de la Unión Soviética. El gobierno rumano y los militares fueron evacuados y el Ejército Rojo y el NKVD rápidamente ocuparon la zona. Muchas familias fueron tomados por sorpresa por el despliegue rápido de los acontecimientos y tenían miembros en ambos lados de la nueva frontera. Por lo tanto, muchos trataron de cruzar la frontera, con o sin permiso oficial. Según datos oficiales soviéticos, durante la zona patrullada por la Unidad 97 de las Tropas Guardafronteras soviéticos, 471 personas habían cruzado la frontera ilegalmente de los distritos de Hlybovka, Hertsa, Putila y Storozhinets. La zona asignada a esta unidad se extiende desde la frontera a unos 7,5 km al sur de Chernivtsi.
De las zonas más remotas del óblast de Chernivtsi (parte norte de los territorios adquiridos que se incluyó en la Unión Soviética), tales como los distritos de Vashkivtsi, Zastavna, Novoselytsia, Sadhora y el Chernivtsi rural, 628 personas cruzaron la frontera para buscar refugio en Rumania. Este fenómeno se produjo en todos los grupos étnicos y sociales en los territorios ocupados. Un estudio ucraniano estima que el número de refugiados a Rumania durante el primer año de la administración soviética fue de 7 000.
La reacción de las autoridades soviéticas a este fenómeno fue doble. En primer lugar, reforzó la presencia de la Patrulla Fronteriza y, en segundo lugar, se elaboraron listas de familias que tenían uno o más miembros que habían huido a Rumania, por lo que fueron considerados "traidores a la patria" y, por tanto, sometidos a deportaciones hacia campos de concentración. El 1 de enero de 1941, las listas de la Dependencia 97 de los guardias fronterizos soviéticos mencionaron 1 085 personas. En este punto, incluso las personas que se sólo se sospechaba que tenía la intención de huir a Rumania comenzaron a ser incluidos.

## Revisionismo
Según el politólogo ucraniano Marin Gherman, las narrativas soviéticas sobre la masacre de Fântâna Albă tenían dos objetivos principales: ocultar los detalles de la masacre y presentarla como una acción de los servicios de inteligencia rumanos y alemanes, para así absolver de responsabilidad a las autoridades soviéticas.Gherman señala que estas narrativas continúan hasta el día de hoy: en marzo de 2021, la página de Facebook de la Administración Estatal Regional de Chernivtsi publicó un video sobre la masacre, afirmando que solo 50 personas fueron asesinadas, omitiendo el hecho de que se trataba de personas de etnia rumana y calificando la acción de "un acto de desafío planificado y deliberado del servicio secreto rumano contra los habitantes de Bucovina".En su réplica, el eurodiputado Eugen Tomac afirmó que quienes produjeron el vídeo que afirmaba que sólo 50 ciudadanos fueron asesinados en Fântâna Albă se inspiraron en las tesis de Stalin y denunciaron este hecho como inaceptable.
En 2021, las autoridades ucranianas del óblast de Chernivtsi publicaron un vídeo en el que se afirmaba que la masacre de Fântâna Albă, de hecho, fue llevada a cabo por el Servicio Secreto rumano y no por la NKVD, lo que fue recibido con críticas tanto de las autoridades rumanas como de los rumanos étnicos en Ucrania.